# Parker Solar Probe

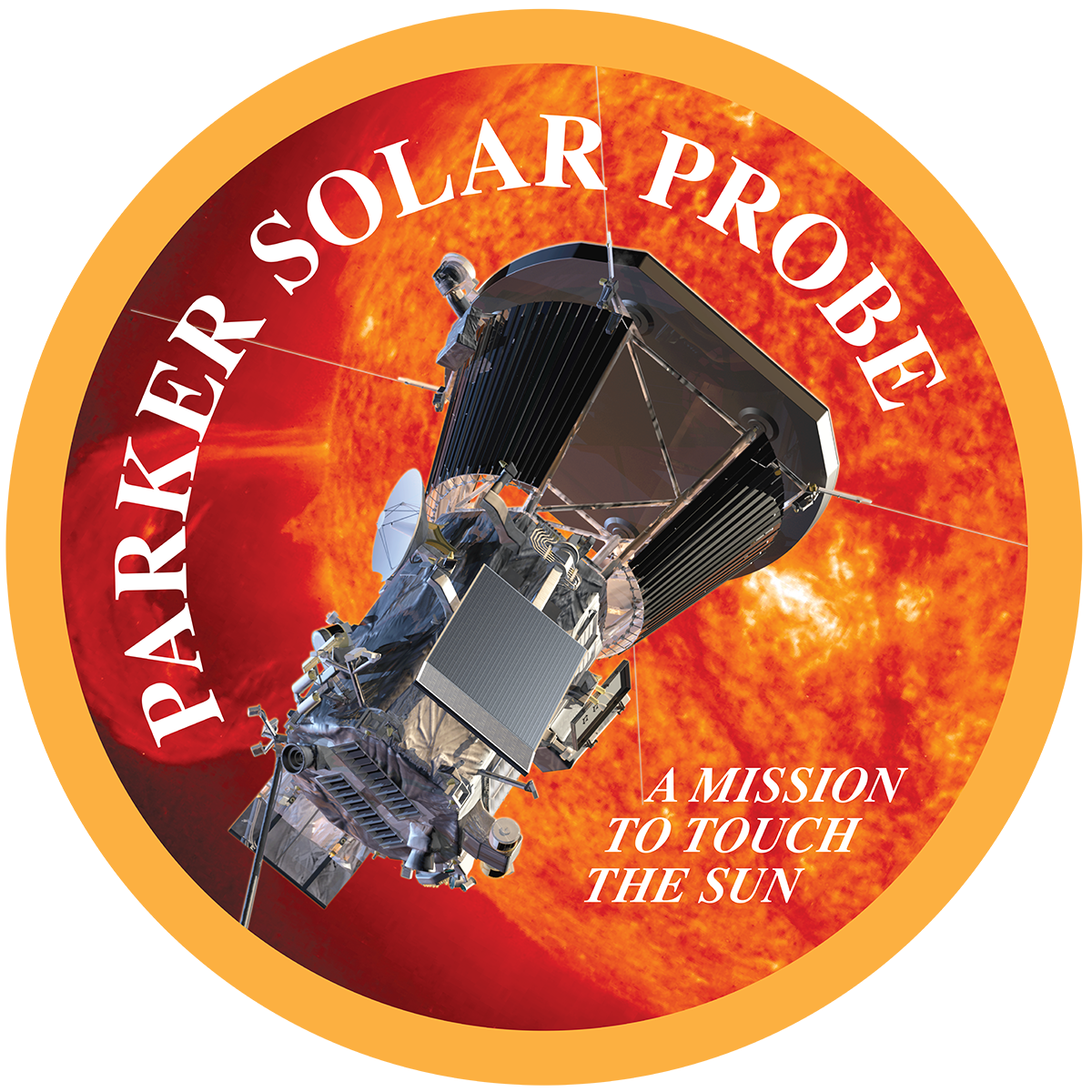
Missie-insigne

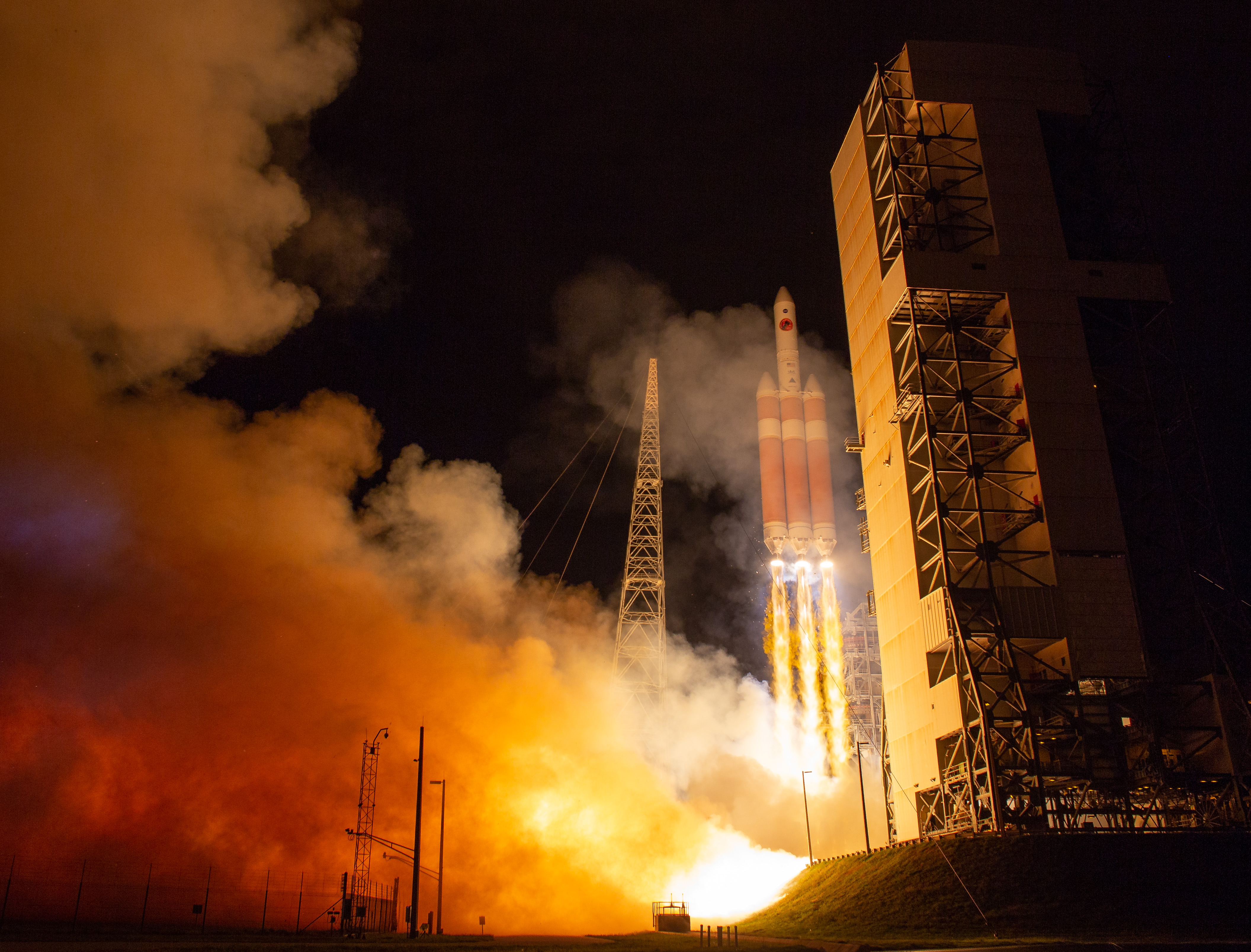
De lancering

Het traject van de Parker Solar Probe (paars) vanaf de Aarde (donkerblauw) om de Zon (geel) met remmende zwaartekrachtsslingers van Venus (lichtblauw), waarbij Mercurius (groen) wordt ontweken.

De Parker Solar Probe (PSP), eerder bekend als Solar Probe+ of Solar Probe Plus, is een Amerikaanse missie naar de Zon door een onbemand ruimtevaartuig. Deze ruimtesonde werd op 12 augustus 2018 in opdracht van NASA door United Launch Alliance gelanceerd, en zal in de loop van zeven jaar 24 keer langs de Zon vliegen, deels dichterbij dan ooit gedaan is, en daarbij de corona van de Zon observeren. Op 14 december 2021 vloog de Parker Solar Probe als eerste door mensen gemaakt voorwerp door de corona van de Zon.
De Parker Solar Probe is onderdeel van het HELEX (Heliophysics Explorers)-onderzoeksprogramma, samen met de Solar Orbiter van de Europese Ruimtevaartorganisatie die in februari 2020 werd gelanceerd. De missie werd eerder "Solar Probe Plus" genoemd omdat het ontwerp is gebaseerd op een eerder ontwerp uit 2005 dat kortweg "Solar Probe" heette. Op 31 mei 2017 werd de ruimtesonde hernoemd naar Eugene Parker, een astrofysicus van de Universiteit van Chicago.

## Missie

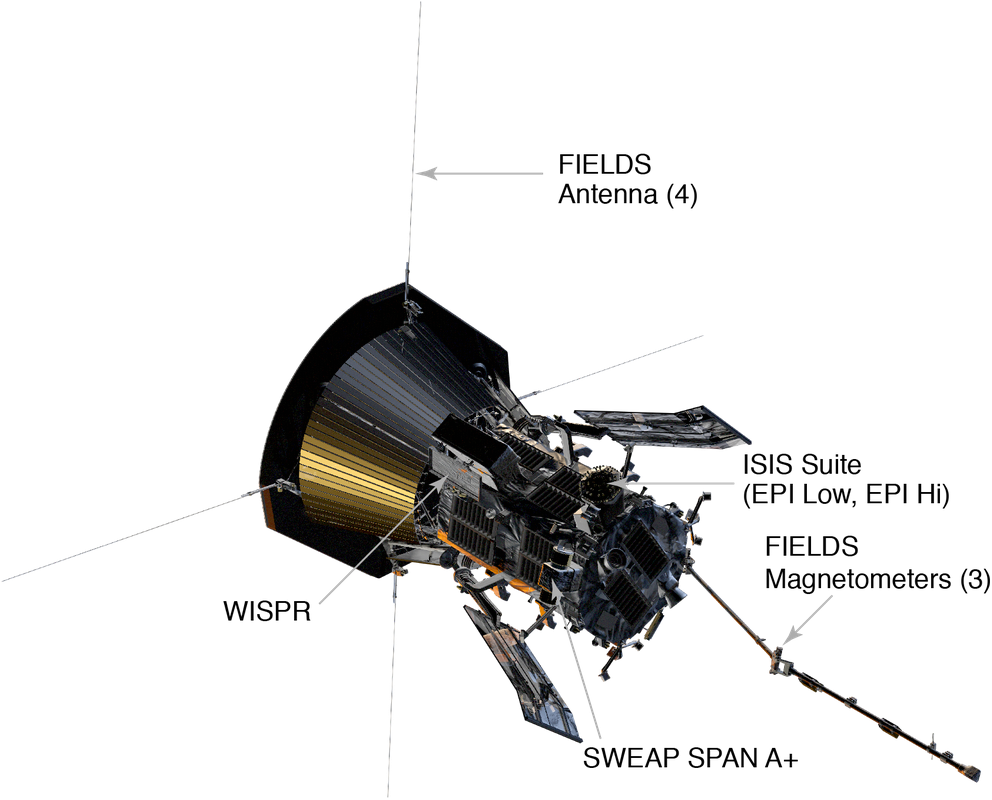
Instrumenten

De Parker Solar Probe was het eerste ruimtevaartuig dat de corona (atmosfeer) van de Zon invloog. Hoofddoel van de missie is onderzoek te doen naar onder meer de energiestromen die de corona verwarmen en de zonnewind versnellen en de magnetische bronnen in het gebied waar de zonnewind ontstaat. De missie probeert een antwoord te geven op twee belangrijke onbeantwoorde vragen over de Zon:
- Waarom is de corona van de Zon zoveel heter dan de fotosfeer?
- Hoe wordt zonnewind versneld?

De Parker Solar Probe zal in zeven jaar tijd 24 keer langs de Zon vliegen, en wel op steeds kleinere afstand. De baan is steeds ongeveer een ellipsbaan met de Zon in een van de brandpunten, maar de lange as van de ellips wordt stapsgewijs kleiner gemaakt door aan het ruimtevaartuig steeds meer baanenergie te onttrekken (de som van specifieke potentiële en kinetische energie steeds sterker negatief te maken), en de vorm van de baan wordt langwerpiger gemaakt (de ellips wordt smaller). Dit is bereikt doordat het ruimtevaartuig ten opzichte van de Aarde met een grote snelheid is gelanceerd in de richting tegengesteld aan die van de Aarde in zijn baan om de Zon, waardoor de snelheid van het ruimtevaartuig in zijn baan om de Zon gereduceerd is van ongeveer 30 naar 20 km/s. 
Bovendien vloog het ruimtevaartuig zeven keer langs de planeet Venus. Venus gaf hierbij de Probe zwaartekrachtsslingers, waardoor nog even zo vaak de lange as van de ellips kleiner werd en de ellips smaller werd. 
De Parker Solar Probe benaderde de Zon tijdens de laatste rotatie tot op acht en een half keer de straal van de Zon of ongeveer zeven miljoen kilometer. Dat is zo'n zeven keer dichter bij de Zon dan het vorige record van Helios II (1976). De missie zal naar verwachting in 2025 eindigen.
Om zich tegen de intense hitte van de Zon te beschermen, zal de Parker Solar Probe gebruikmaken van een hitteschild gemaakt van een sterk en licht koolstofvezelcomposiet, dat op het ruimtevaartuig gemonteerd is. In de buurt van de Zon zal het ruimtevaartuig zo gedraaid worden dat de computersystemen en meetapparatuur aan boord van de Parker Solar Probe zich in de penumbra van het hitteschild zullen bevinden. Bij een verkeerde stand zou de apparatuur binnen enkele tientallen seconden vernield worden door de hitte.
Zonnepanelen vormen de primaire energiebron van het ruimtevaartuig. Een reeks zonnepanelen zijn gebruikt tijdens het eerste deel van de reis. Nadat de Parker Solar Probe de Zon tot op 0,25 AU benaderd heeft, werden deze zonnepanelen achter het hitteschild ingetrokken. Hierna werden een reeks veel kleinere zonnepanelen met een speciaal koelsysteem uitgeklapt die de energievoorziening overnamen.
In de buurt van de Zon bereikte het ruimtevaartuig, ondanks al het afremmen om daar te komen (met de raket en de zwaartekrachtsslingers), door de zwaartekracht van de Zon steeds een zeer hoge snelheid, hoe dichter bij de Zon hoe sneller, tot 200 km/s, een record voor ruimtevaartuigen. Al bij de eerste passage, eind 2018, verbrak hij met een snelheid van bijna 100 km/s het vorige record van 70 km/s, van de Helios-sondes, ook bij hun passage langs de Zon.

## Verloop

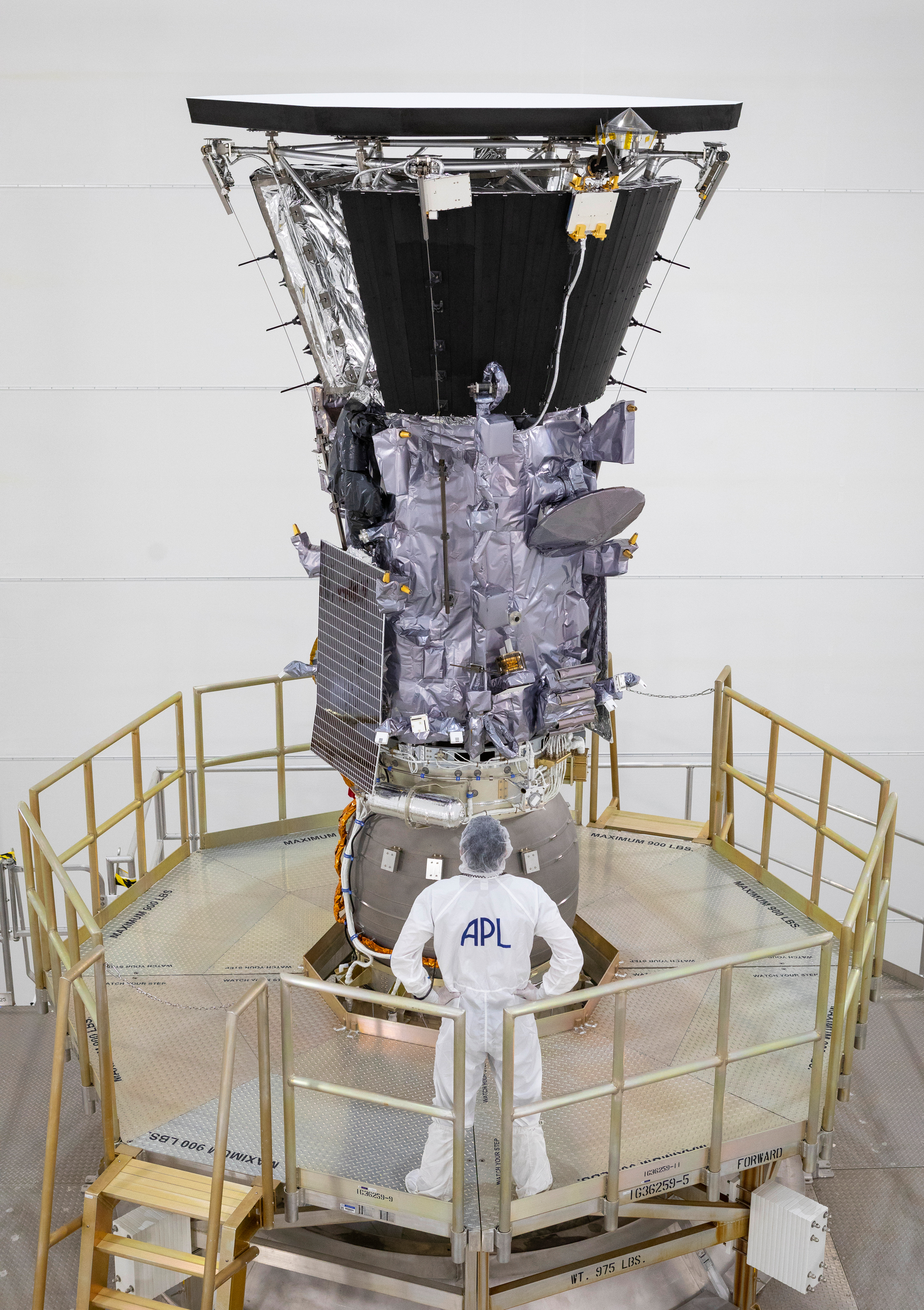
De Parker Solar Probe op de derde trap van de raket

In opdracht van NASA was het ruimtevaartuig sinds 2008 in ontwikkeling door het Applied Physics Laboratory in Laurel (Maryland), een onderdeel van Johns Hopkins University. Het project kostte zo’n 1,5 miljard dollar.
In de laatste maanden voor de geplande lancering werd de lanceerdatum enkele keren een aantal dagen verschoven. Op 11 augustus 2018 brak United Launch Alliance (het bedrijf dat de lancering verzorgt) de eerste poging tot lancering tweemaal af wegens afwijkende waarden in de draagraket. Omdat er binnen het lanceervenster van die dag geen tijd meer was om de aftelsequentie terug naar min-vier minuten te zetten werd de lancering een dag uitgesteld.
Op 12 augustus 2018 vond de lancering plaats om 07:31 UTC vanaf Cape Canaveral Air Force Station (lanceerplatform SLC-37B) door een Delta IV Heavy (ten tijde van de boeking de krachtigste beschikbare draagraket) met een toegevoegde Star 48BV als bovenste rakettrap. Hierna verliet de ruimtesonde de Aarde met de hoogste lanceringssnelheid ten opzichte van de Aarde die ooit behaald is. De raket remde de ruimtesonde echter zoals gezegd af ten opzichte van de snelheid van de Aarde in zijn baan om de Zon.
Op 29 oktober 2018 om 16:35 UTC geraakte de Parker Solar Probe dichter bij de Zon dan enig ander door mensen gemaakt voorwerp voordien.
Op 6 november 2018 vond de eerste passage van de Zon plaats en naderde de PSP het oppervlak van de Zon tot op zo’n 24 miljoen kilometer. De Parker Solar Probe zond op 7 november een status-piep uit die aangaf dat alle instrumenten naar behoren werken.

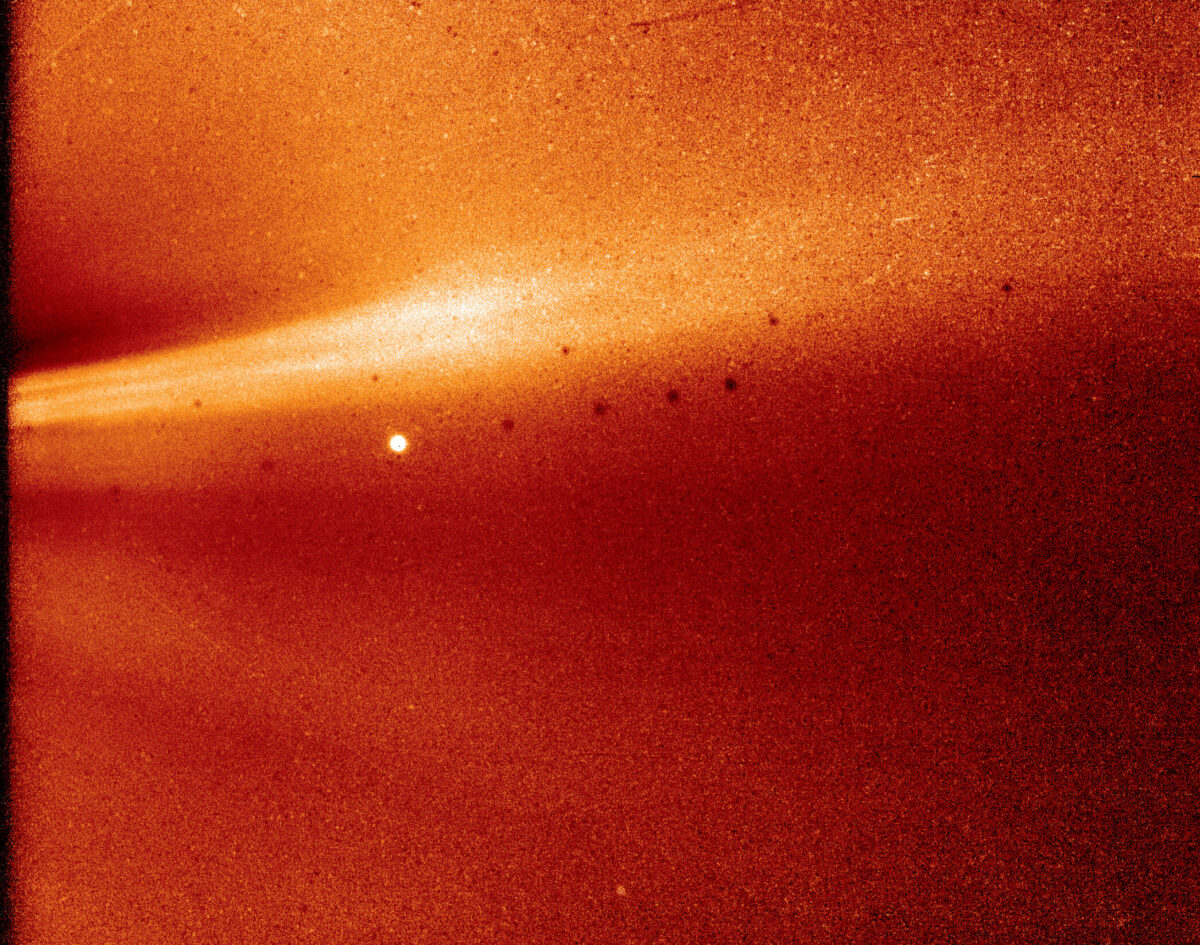
Opname van een structuur in de corona op 8 november 2018

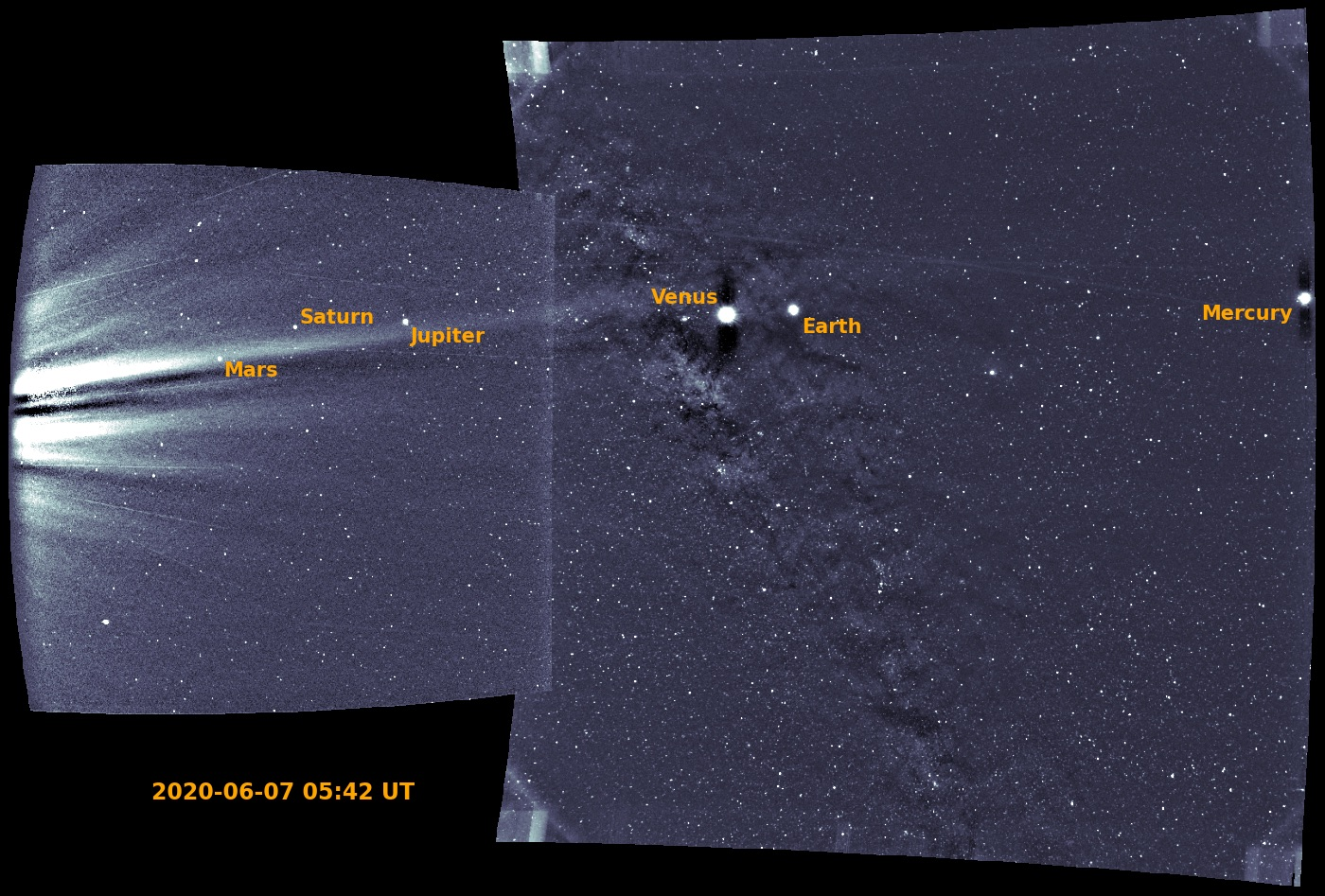
Opname door Parker Solar Probe met zes planeten op 7 juni 2020

Begin december 2019, na drie omlopen om de zon presenteerde NASA de eerste resultaten.

## Wetenswaardigheden
- Met de vernoeming naar Eugene Parker (1927-2022) is de Parker Solar Probe het eerste ruimtevaartuig van NASA dat naar een toen nog levend persoon is genoemd. Parker was bij de lancering te gast. Hij voorspelde in 1958 als eerste het bestaan van zonnewind.
- Na afloop van de missie zal de brandstof van de Parker Solar Probe opraken. Hierdoor raakt de Probe onbestuurbaar en wordt het hitteschild niet meer naar de Zon gericht. Gevolg daarvan is dat alles zal smelten en verbranden op het hitteschild na. Dat zal nog lange tijd om de Zon blijven cirkelen.
- De Parker Solar Probe werd per toeval op een zondag naar de Zon gelanceerd.
- Met een eerste passage van Venus 52 dagen na de lancering heeft de Parker Solar Probe de kortste interplanetaire vlucht tot nog toe gemaakt.